# Wendgräben (Möckern)
Wendgräben ist ein Ortsteil von Möckern im Landkreis Jerichower Land in Sachsen-Anhalt.

## Geographie
Das Dorf liegt drei Kilometer nordöstlich von Zeppernick. Es ist umgeben von dem am 5. August 2003 per Verordnung vom ehemaligen Landkreis Anhalt-Zerbst eingerichteten Landschaftsschutzgebiet Loburger Vorfläming. Das ca. 2449 Hektar große LSG ist Teil des Naturraumes Burg-Ziesarer Vorfläming, der das westliche Ende des Flämings bildet. Die Umgebung ist eine überwiegend durch eiszeitliche Grundmoränen geprägte ländliche Kulturlandschaft.
Etwa 800 m nördlich der Siedlung im Wald befindet sich die Quelle der Blauen Springe. Dieser Bach fließt der gut zwei Kilometer südwestlich gelegenen Ehle zu, einem Nebenfluss der Elbe. Der Ort ist fast vollständig von einem großen Waldgebiet umgeben und die Landschaft öffnet sich nur nach Süden hin zur Ehleniederung. Das Gelände erreicht hier Höhen um 70 Meter. In der näheren Umgebung, vor allem nach Norden zu, steigt es rund 100 Meter an.

## Geschichte
In einer Urkunde aus dem Jahr 1459 ist eine erste Erwähnung des Ortes nachgewiesen, dies allerdings unter Verwendung der Bezeichnung Wendgreden.
Um 1663 herum findet sich auf einer Karte von Joan Blaeu die Eintragung Lucken-Mühle unmittelbar nördlich der heutigen Ortslage. In den Jahren 1780 und 1785 finden sich weitere Belege dazu. Auf einer Karte von Daniel Friedrich Sotzmann aus dem Jahr 1800 findet sich diese Eintragung erneut an gleicher Stelle.
In Aufzeichnungen aus dem Jahr 1930 wurde der Ort als Vorwerk Wendgräben des Rittergutes Loburg bei Loburg verzeichnet, zugehörig dem Burgbezirk Loburg im Gau Morzane des Kreises Jerichow I.
Bis zur Eingemeindung am 1. Juli 2007 war das Dorf ein Ortsteil der Gemeinde Zeppernick, heute ebenfalls ein Ortsteil der Stadt Möckern.

## Sehenswürdigkeiten
Rund 500 m nordöstlich der Ortslage befindet sich das 1910 im Stil englischer Landhäuser erbaute Schloss Wendgräben.

## Persönlichkeiten
- Renate von Wangenheim, Schauspielerin, wurde hier am 21. April 1944 geboren
- Reinhard Szibor, Genetiker, wurde hier am 20. März 1945 geboren
- Alfreð Gíslason, Handballtrainer, Trainer der deutschen Nationalmannschaft, lebt in Wendgräben[6]